# Schleuse Gallun
Die Schleuse Gallun, früher auch Galluner Schleuse genannt, ist eine Schleuse am Gewässerkilometer 0,30 des Galluner Kanals. Gallun ist ein Ortsteil der Stadt Mittenwalde im Landkreis Dahme-Spreewald in Brandenburg. Gallun war bis 2003 eine eigenständige Gemeinde. Betreiber der Schleuse ist der Wasser- und Bodenverband „Dahme-Notte“ mit Sitz in Mittenwalde.

## Geschichte
Der Galluner Kanal ist eine untergeordnete Wasserstraße. Sie verbindet auf einer Länge von vier Kilometern den Motzener See mit der Notte bei Mittenwalde. Der Ausbau des Galluner Fließes zum Kanal erfolgte in der Mitte des 19. Jahrhunderts. Seine wirtschaftliche Bedeutung bestand in erster Linie als Transportweg für die Steine der drei Ziegeleien aus Motzen und der fünf Ziegeleien aus Kallinchen über die kanalisierte Notte zur Dahme-Wasserstraße und damit nach Berlin.

## Schleuse
Die Schleuse Gallun befindet sich nur etwa dreihundert Meter vor der Einmündung des Galluner Kanals in den Nottekanal. Die Schleuse entstand Mitte des 19. Jahrhunderts im Zuge der Schiffbarmachung des früheren Nottefließes als Kammerschleuse mit geraden Wänden. Verschlossen wird die etwa 42 Meter lange und 5,30 Meter breite Schleusenkammer durch je ein Stemmtor im Ober- und Unterhaupt der Schleuse. Die Schleuse ist nicht ständig besetzt. Eine Schleusung muss telefonisch bestellt werden. Die Schleusenzeiten vom 21. April 2023 bis zum 3. Oktober 2023 sind täglich von 10.00 Uhr bis 19.00 Uhr. In der Saison wird um 18.30 Uhr die letzte Schleusung vorgenommen. Ab dem 4. Oktober 2023 wird der Schleusenbetrieb wieder eingestellt.